# Дом авиаторов на Беговой улице
Дом авиа́торов на Бегово́й у́лице (также известен как «Дом-сороконожка», «Дом-осьминог», «Дом на ножках») — 13-этажный 299-квартирный панельный жилой дом оригинальной планировки в стиле брутализма. Построен в 1978 году по проекту архитектора Андрея Меерсона как гостиница для будущей Олимпиады-80, однако был заселён работниками авиационного завода «Знамя Труда». Главная особенность постройки — 40 железобетонных опор-«ног», поднимающих первый этаж на уровень четвёртого.

## История
Идея «домов на ножках» восходит к архитектурной моде 1920-х годов: их проектировал и Ле Корбюзье («Жилая единица» в Марселе, здание Центросоюза на Мясницкой улице), и советские конструктивисты (дом Наркомфина на Новинском бульваре, Дом-коммуна на улице Орджоникидзе). Подобные решения были продиктованы как необходимостью защиты от холода, влаги и проникновения посторонних, так и эстетическими соображениями: высокие опоры создавали иллюзию парения, полёта над землёй. Следующая волна построек на высоких опорах пришлась на эпоху панельного домостроения второй половины 1960-х годов (Смоленский бульвар, д. 6-8, проспект Мира, д. 110, проспект Мира, д. 184, к. 2).
Строительство «дома на ножках» по проекту архитектора Андрея Меерсона началось в 1973 году. Изначально его планировали построить на берегу Химкинского водохранилища рядом со станцией метро «Водный стадион» под гостиницу. Так возникла идея разместить дом на железобетонных опорах: это позволило бы оживить пространство у водоёма, не нарушая естественной циркуляции воздуха. Однако впоследствии городские власти решили перенести сооружение на Беговую улицу, неподалёку от Ленинградского проспекта, одного из главных въездов в Москву. На месте будущего дома, между расположенным в то время на углу Беговой улицы и Ленинградского проспекта пятиэтажного дома с магазином «Диета» (тогда дом 38) и ныне сохранившимся шестиэтажным жилым домом с выходящими на Беговую улицу внешними шахтами пассажирских лифтов, стояли двухэтажные так называемые «жокейские домики» с застеклёнными верандами, выходящими на Беговую улицу. Район, прилегающий к этому месту с фрагментом ныне не существующего дома 38 и парадным въездом на Беговую аллею, можно увидеть в фильме Ролана Быкова «Семь нянек», вышедшем в 1962 году.
По плану высотность дома должна была составлять 16 этажей, но затем их число сократили до 13 плюс два технических этажа и опоры, соразмерные уровню четырёх этажей. Несмотря на смену места, дом всё же решили строить на опорах: согласно распространённой версии, это было сделано для создания «эффекта сквозняка», чтобы в помещениях не скапливались выхлопные газы от интенсивного движения на Ленинградском проспекте. Строительство завершилось в 1978 году: это был первый жилой дом в СССР с применением монолитного железобетона. От идеи гостиницы решили отказаться по техническим причинам и квартиры в новом доме получили работники Московского машиностроительного (авиационного) завода «Знамя Труда» — отсюда название «Дом авиаторов».
На 2018 год здание используется как обычный жилой дом. Из-за оригинальности архитектурного решения «дом на ножках» привлекает внимание кинорежиссёров: в частности, его можно увидеть в фильмах «Ночной дозор» и «Тушите свет!».

## Архитектура
«Дом авиаторов» насчитывает 13 жилых и два технических этажа (нижний — под опорами, верхний — между последним жилым этажом и крышей). Длина здания составляет 130 метров, фасад разбит на три широкие секции.
Сорок железобетонных опор-«ног» (20 пар) в нижней части дома сужаются книзу настолько, что у земли их могут обхватить два человека. Из-за этого создаётся иллюзия неустойчивости постройки, хотя на самом деле опоры и основание дома выполнены из монолитного железобетона. Основание имеет трапециевидную форму и крепится на 20 брусьев, расположенных непосредственно над «ногами». Свободное пространство под опорами жители дома используют для парковки автомобилей.
Жилые этажи собраны из стеновых панелей. В период, когда велось строительство, возможности для архитектурных решений были ограничены едиными стандартами строительных изделий заводского изготовления. Меерсон использовал серийные панели и наложил их внахлёст одну на другую. В результате «дом на ножках» визуально расширяется кверху, а его отделка внешне напоминает чешую или черепицу (см. фот. 4). Иллюзия «игры мускулами», свойственная архитектуре брутализма, перекликается с эстетикой московского художественного андеграунда 1970-х годов.
По фасаду дома со стороны Беговой улицы расположены три незадымляемых лестницы, выполненные в виде столбов из монолитного железобетона. Они вынесены за пределы основного строения и соединяются с лифтовыми холлами через открытые переходы. Окна этих объёмов напоминают по форме бойницы, а поверхность стен сохраняет следы деревянной опалубки. Кровля дома мягкая, плоская, оборудованная системой внутреннего водоотвода. В то же время на ней отсутствуют защитно-улавливающие решётки, из-за чего козырьки лоджий приходится очищать от снега и наледи в зимний период.

## Технические характеристики
- Общая площадь дома — 18 544 м²
- Жилая площадь — 9966 м²
- Площадь фасада — 13 470 / 5478 м²
- Высота потолков — от 2,8 м
- Число квартир — 299[12].

## Галерея

Дом авиаторов на Беговой улице
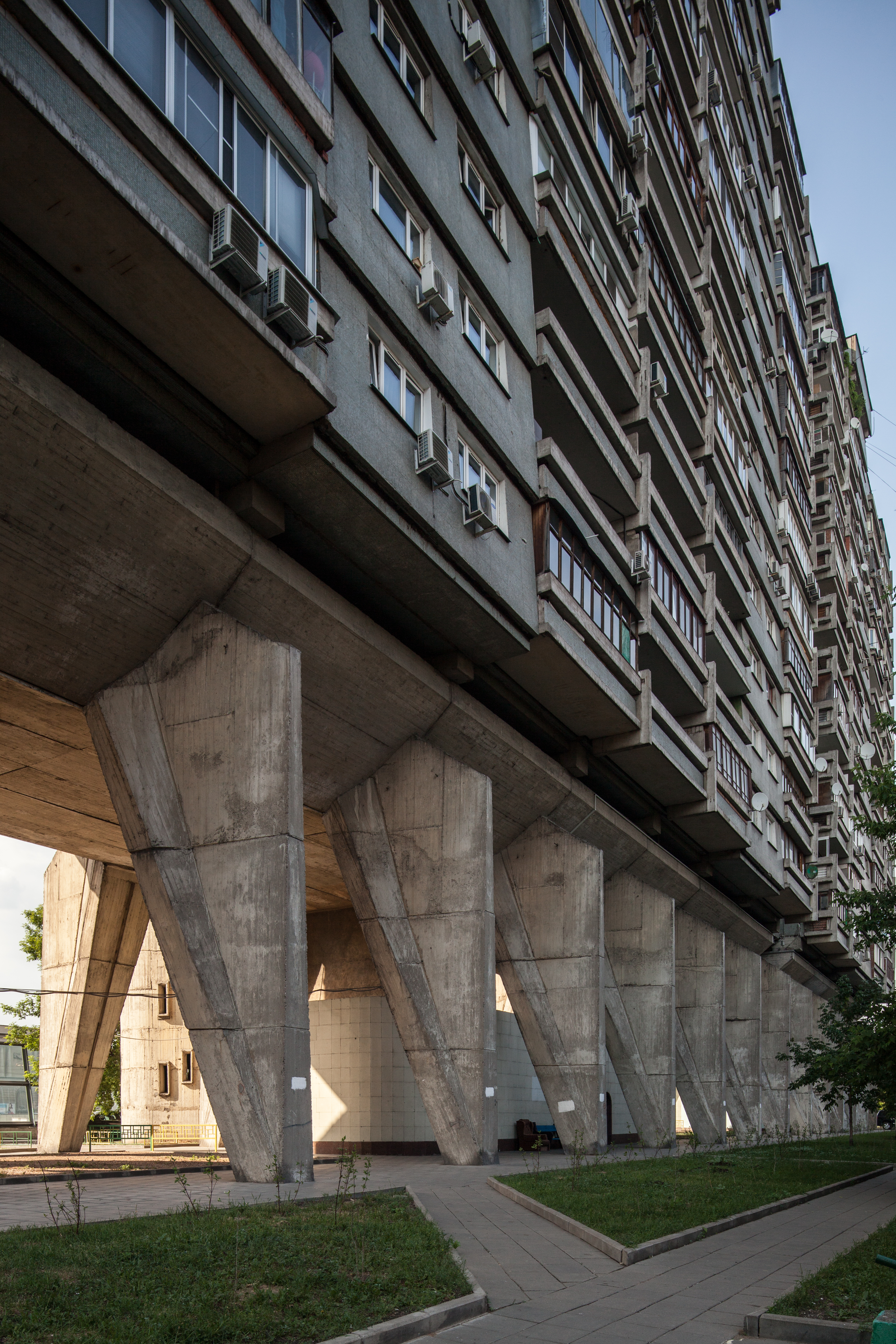
2014
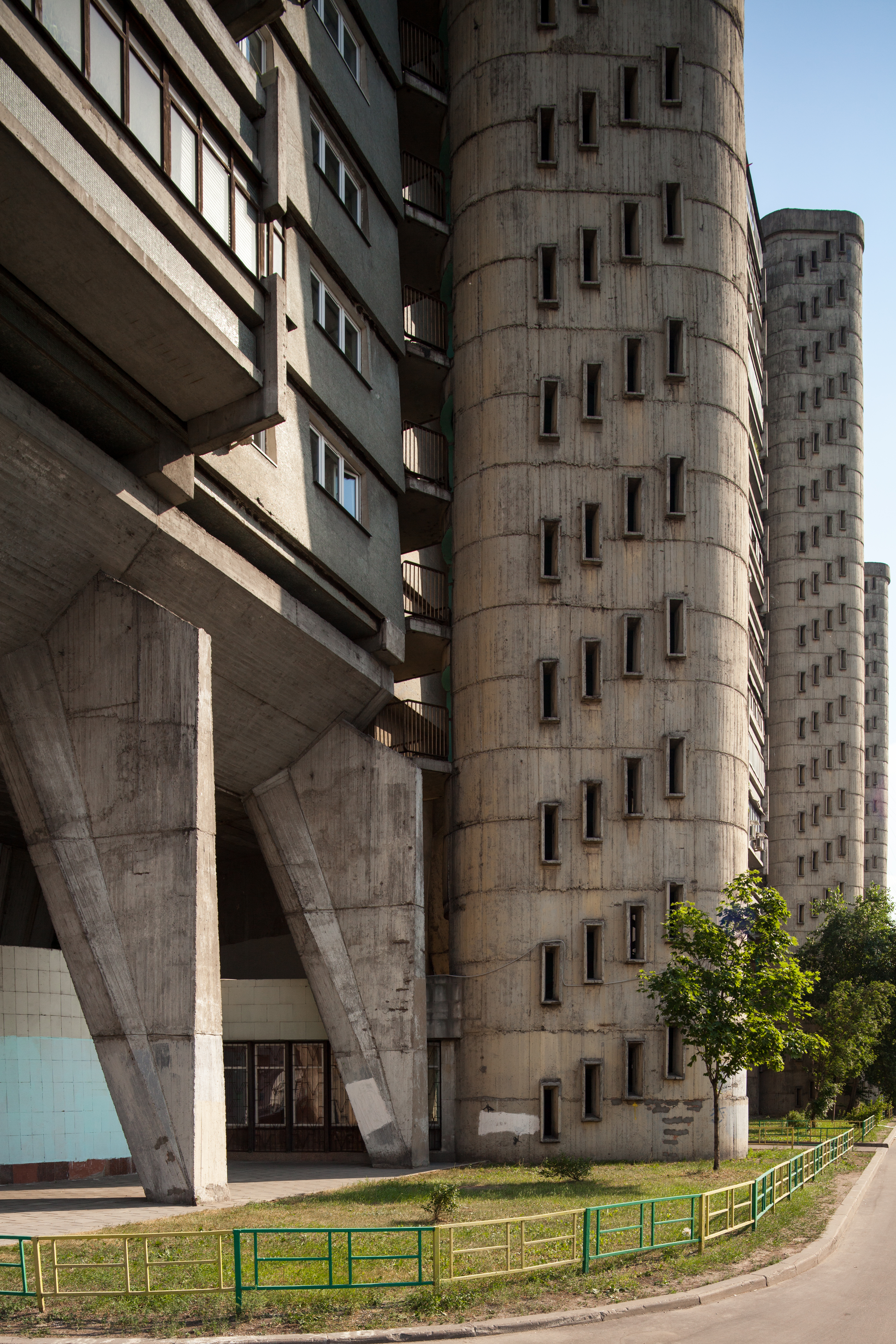
2014
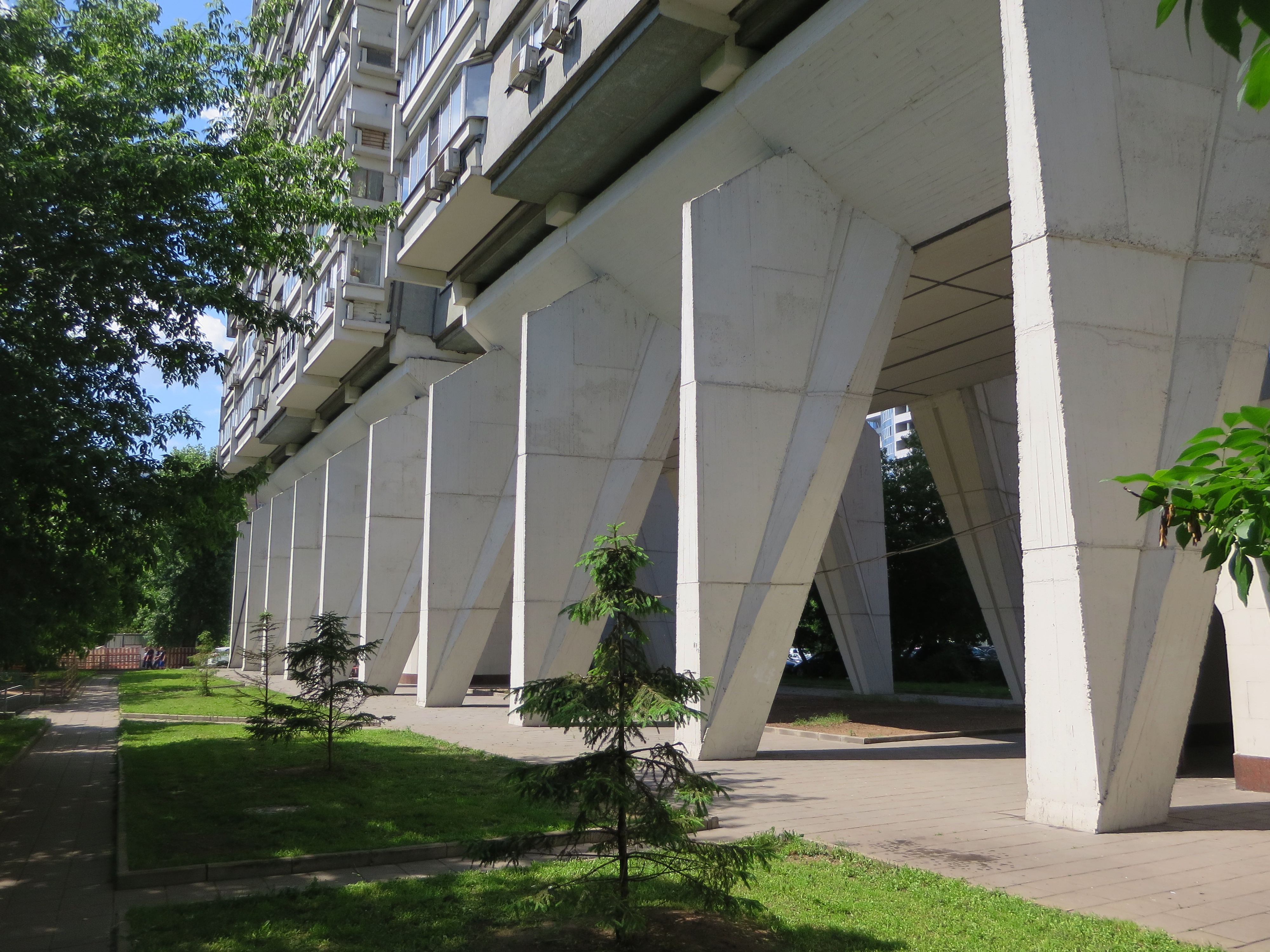
2020
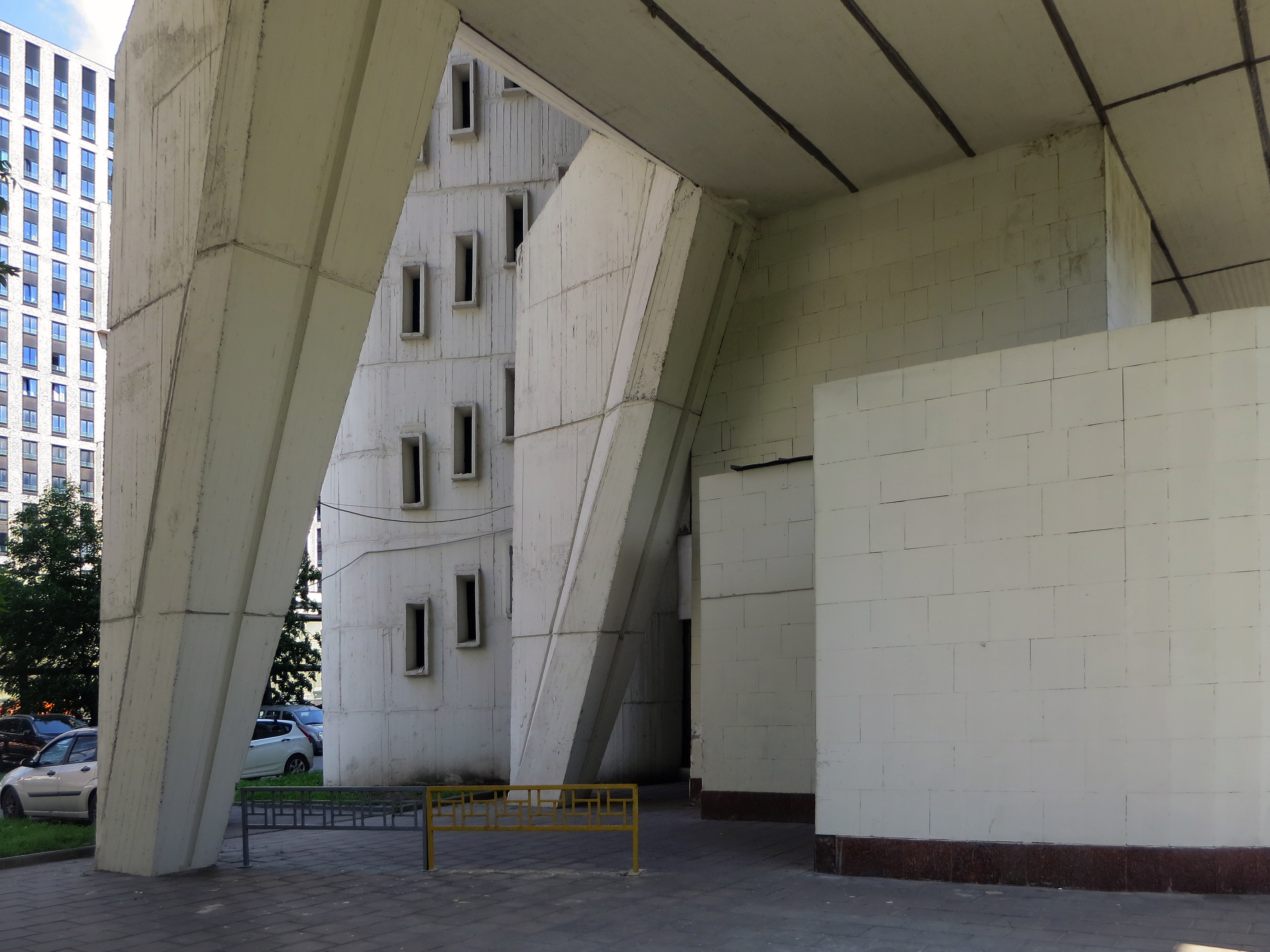
2020
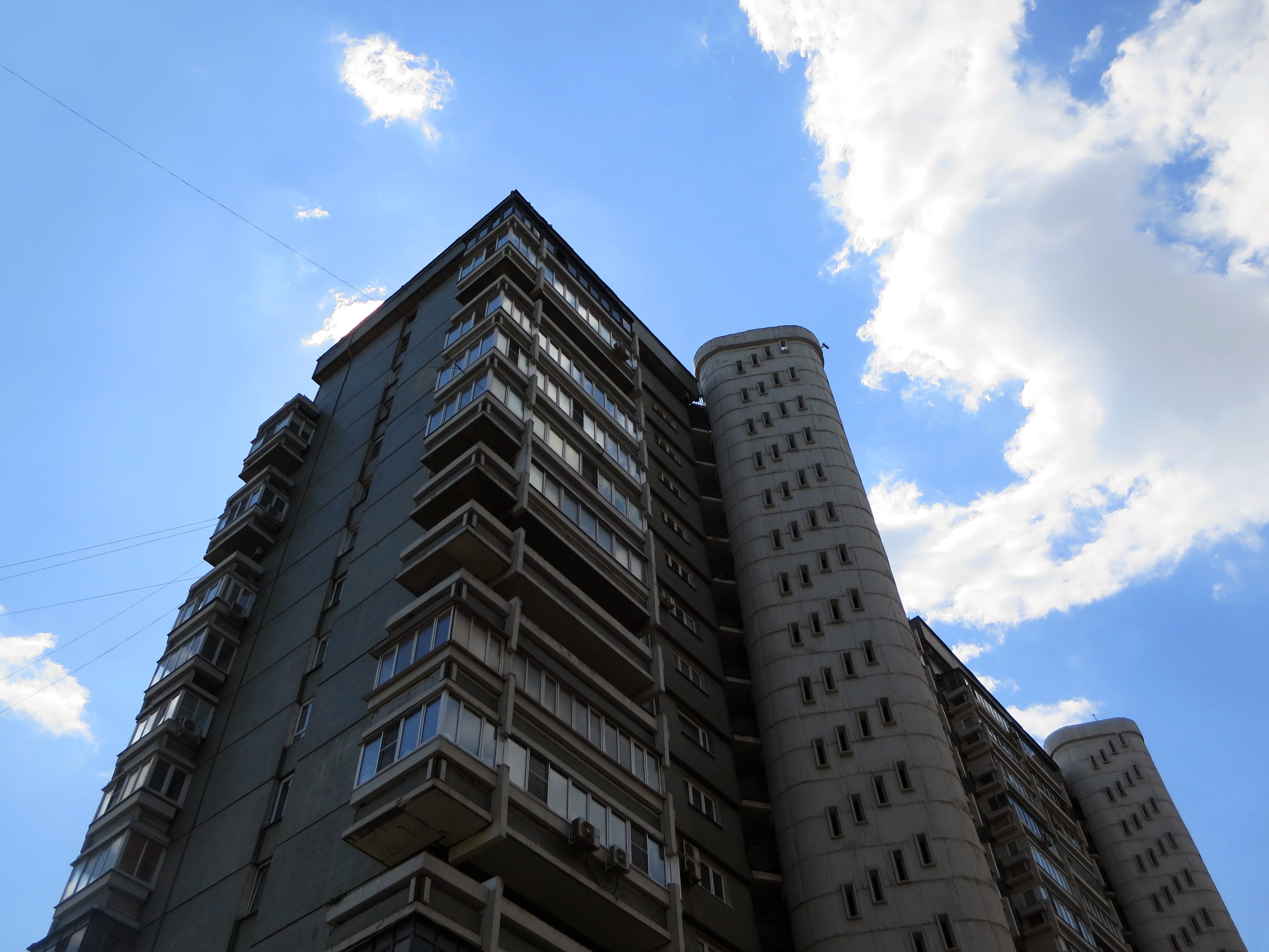
2020
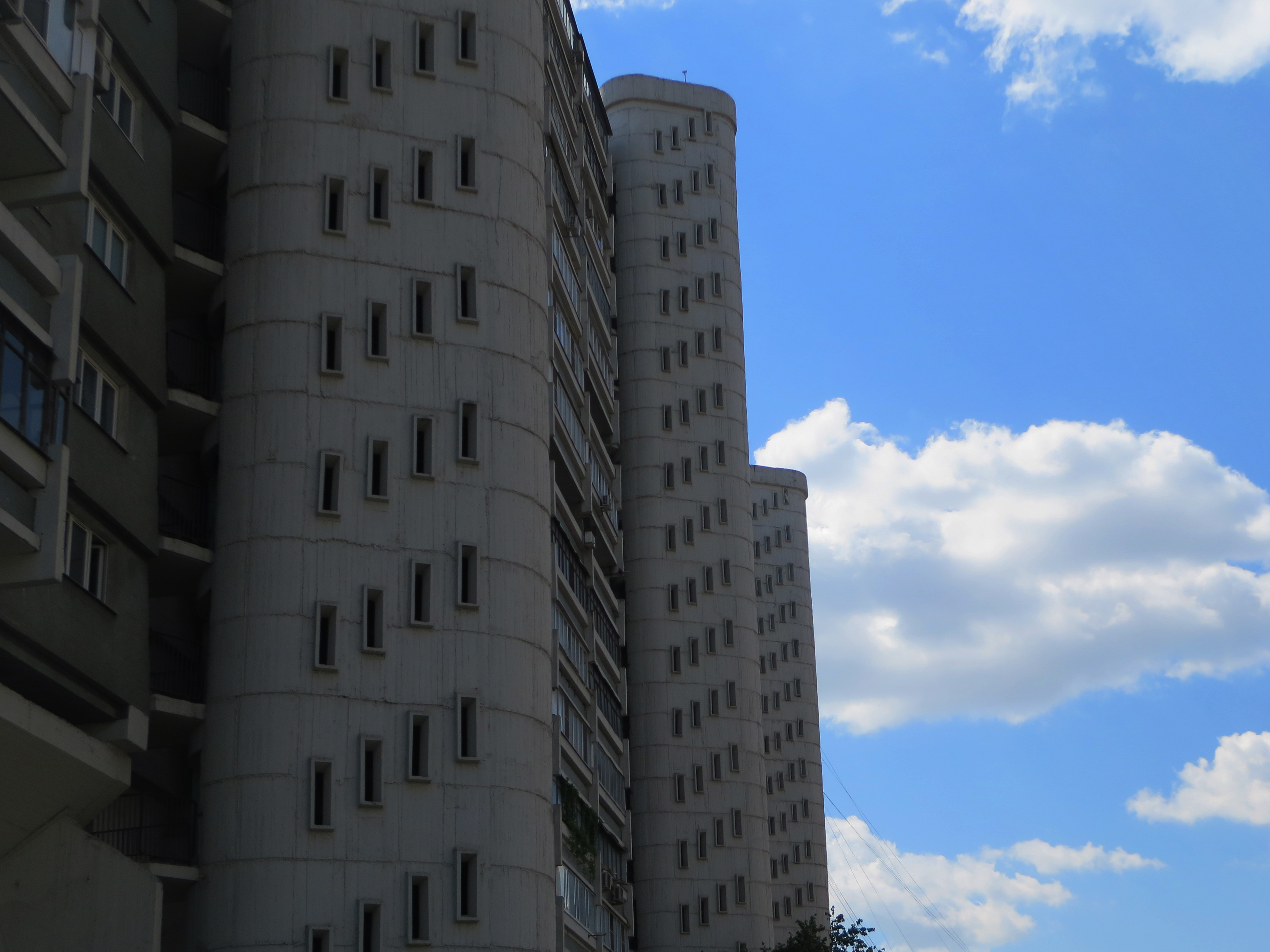
2020
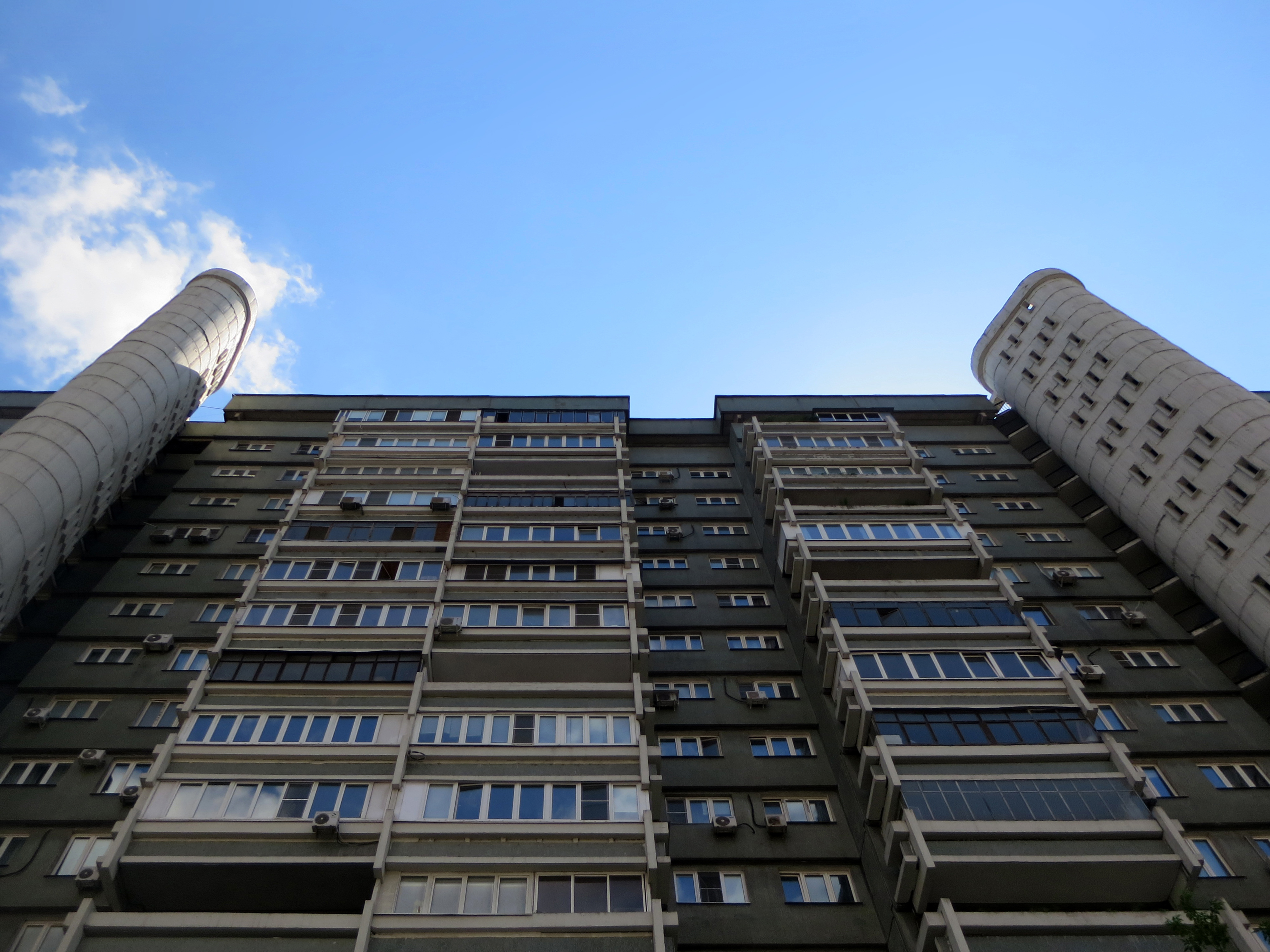
2020
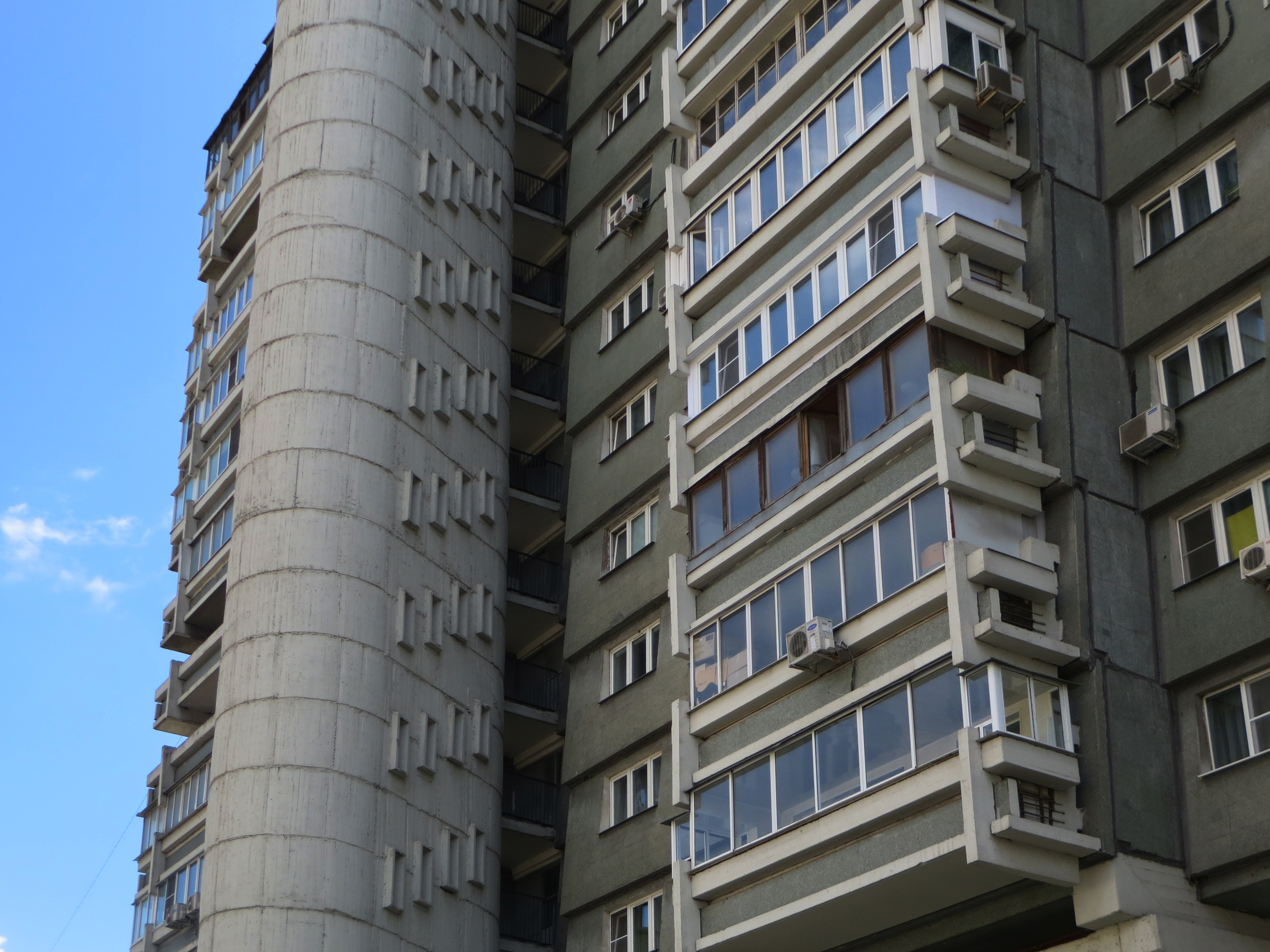
2020
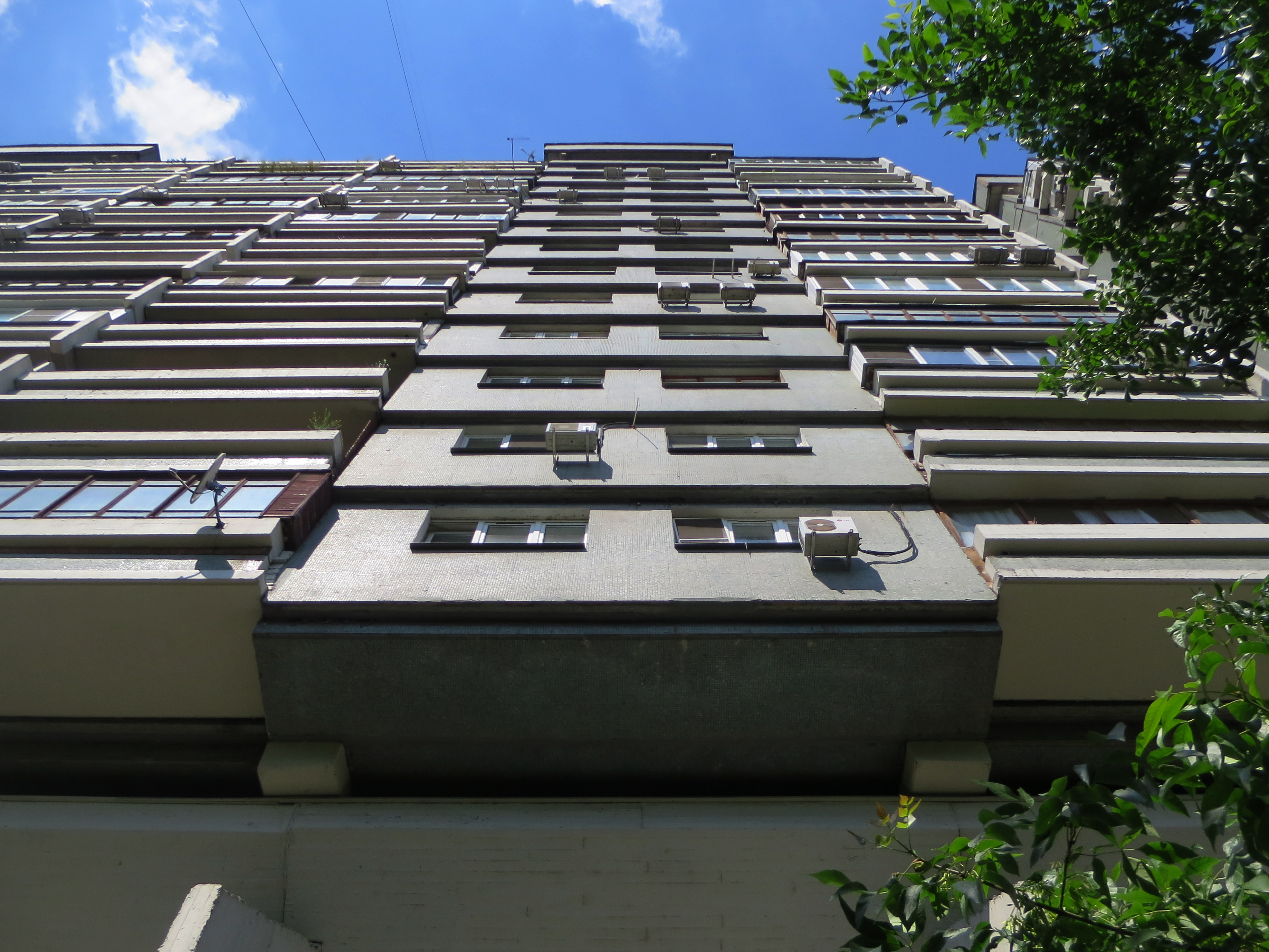
2020
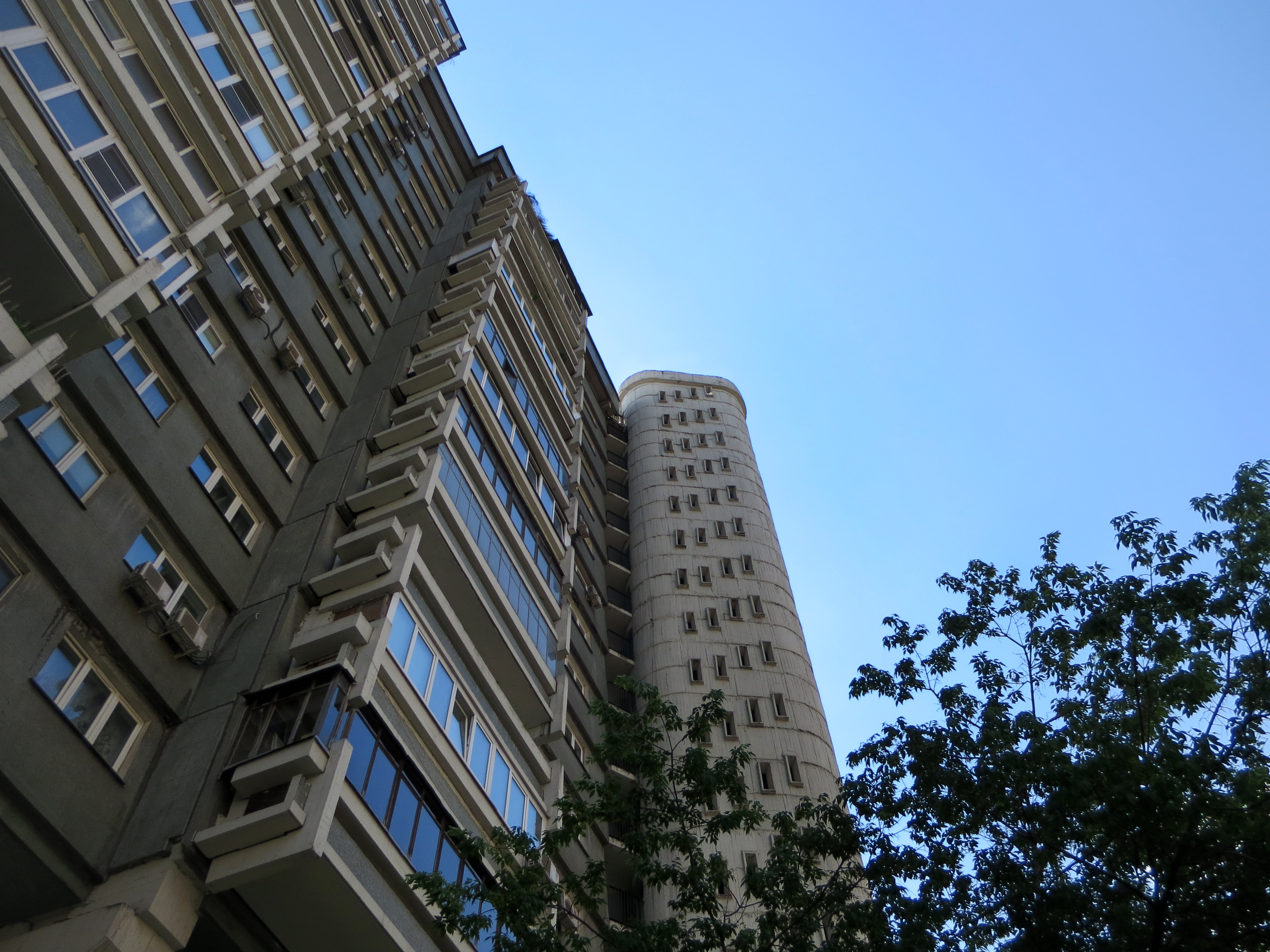
2020